# 紅鰭軟口魚
紅鰭軟口魚（學名：Chondrostoma prespense）為輻鰭魚綱鯉形目雅羅魚科軟口魚屬的其中一種，被IUCN列為易危保育類動物，分布於歐洲希臘、阿爾巴尼亞及北馬其頓交界的普雷斯帕湖流域，體長可達27公分，棲息在高山湖泊底中層水域，以藻類為食，繁殖期在每年4至5月，由於水資源減少及外來物種入侵而受威脅。

## 扩展阅读
維基物種上的相關：紅鰭軟口魚